# Brusarci
Brusarci (bułg. Брусарци) – miasto w Bułgarii, w obwodzie Montana, siedziba gminy Brusarci. W 2019 roku liczyło 913 mieszkańców.